# Třeštice
Třeštice är en ort i Tjeckien.   Den ligger i regionen Vysočina, i den centrala delen av landet, 120 km sydost om huvudstaden Prag. Třeštice ligger 582 meter över havet och antalet invånare är 109.
Terrängen runt Třeštice är lite kuperad.Runt Třeštice är det ganska tätbefolkat, med 65 invånare per kvadratkilometer. Närmaste större samhälle är Jihlava, 19,5 km nordost om Třeštice. I omgivningarna runt Třeštice växer i huvudsak blandskog.